# Peter Barton
Peter Barton (Valley Stream, 19 luglio 1956) è un attore statunitense.
Negli anni Ottanta e Novanta, ha recitato in Il principe delle stelle con Louis Gossett Jr.; in La legge di Burke con Gene Barry e nella soap opera Sunset Beach.  Nominato uno dei 10 ragazzi più sexy da Playgirl, è conosciuto principalmente per il suo ruolo del Dr. Scott Grainger in Febbre d'amore.

## Biografia
Originario di Valley Stream, Long Island, da giovane, era terrorizzato da Crudelia De Mon de La carica dei 101 (1961). Si è diplomato alla Valley Stream North High School, nella quale egli giocava a calcio e praticava wrestling. Dopo il diploma ha frequentato il Nassau Community College ed in seguito è entrato alla St. John's University's medical school. Ma prima di proseguire gli studi, decise di intraprendere la carriera di modello e attore.
Pur non avendo alcuna formazione cinematografica, nel 1979 venne chiamato ad interpretare Bill Miller nella serie televisiva Shirley al fianco di Shirley Jones, Rosanna Arquette e Tracey Gold. La serie ebbe la durata di soli 13 episodi e quando giunse al termine Barton entrò subito nel cast di un'altra serie televisiva, Il principe delle stelle. Per il ruolo che Barton ottenne nella serie si era presentato anche Tom Cruise.
Negli anni Ottanta, molte riviste per ragazzi mostravano sulle loro copertine Barton in pose sexy senza camicia.  È anche apparso in diversi programmi televisivi e in soap opere come Febbre d'amore.
Tra i film nei quali ha recitato sono da ricordare i film horror Hell Night, Venerdì 13 - Capitolo finale, Pesce d'aprile e Repetition.

## Vita privata
Un signore dell'Illinois, Ray Fulk, morto nel luglio 2012 all'età di 71 anni, ha lasciato in eredità metà del suo patrimonio a Barton e l'altra metà al suo amico attore Kevin Brophy, nonostante non li avesse mai incontrati. Fulk, che non aveva famiglia, era fan di entrambi gli attori.

## Filmografia

### Cinema
- Cella 23 - A un passo dalla morte (Stir), regia di Stephen Wallace (1980)
- Hell Night, regia di Tom DeSimone (1981)
- Venerdì 13 - Capitolo finale (Friday the 13th: The Final Chapter), regia di Joseph Zito (1984)
- A Man Is Mostly Water, regia di Fred Parnes (2000)
- Repetition, regia di Dennis Burkley (2005)

### Televisione
- Shirley – serie TV, 13 episodi (1979-1980)
- Per la prima volta (The First Time), regia di Noel Nosseck – film TV (1982)
- Leadfoot, regia di Michael Ray Rhodes – film TV (1982)
- Il principe delle stelle (The Powers of Matthew Star) – serie TV, 22 episodi (1982-1983)
- Love Boat (The Love Boat) – serie TV, 2 episodi (1984)
- Professione pericolo (The Fall Guy) – serie TV, 1 episodio (1985)
- Cinque ragazze e un miliardario (Rags to Riches) – serie TV, 1 episodio (1987)
- Vanity Fair – serie TV, 1 episodio (1987)
- Febbre d'amore (The Young and the Restless) – serie TV, 197 episodi (1988-2005)
- Beautiful (The Bold and the Beautiful) – serie TV, 1 episodio (1993)
- University Hospital – serie TV, 1 episodio (1995)
- La legge di Burke (Burke's Law) – serie TV, 27 episodi (1994-1995)
- Pacific Blue – serie TV, 1 episodio (1996)
- Sunset Beach – serie TV, 169 episodi (1997-1999)
- Love Boat - The Next Wave – serie TV, 1 episodio (1998)
- Baywatch – serie TV, 1 episodio (1999)

## Doppiatori italiani
Nelle versioni in italiano delle opere in cui ha recitato, Peter Barton è stato doppiato da:
- Francesco Bulckaen in Febbre d'amore, La legge di Burke
- Luciano Marchitiello ne Il principe delle stelle
- Francesco Prando in Beautiful